# 德胜门桥
39°56′51″N 116°22′24″E / 39.947431°N 116.373218°E
德胜门桥位于北京市西城区，北京内城德胜门原址（仅存的箭楼位于立交桥中间），是北京二环路的一座立交桥。桥梁总面积1968平方米。
该桥由北京市市政设计院设计，工程兵施工，1979年10月开工，中间因保留箭楼而停工，直到1984年9月全部竣工。
具体的相交道路为：德胜门内大街－德胜门外大街（南北向）、德胜门西大街－德胜门东大街（平安大街，东西向）、鼓楼西大街（向东南方向）。立交桥为环岛形分离式立交桥，二环主路下沉，辅路和其他道路位于上层，在交汇处设一大环岛，环岛的一部分跨过二环北侧的北护城河，以将二环路和护城河间的德胜门箭楼置于环岛内。